# Heteroguina wollastoni
Heteroguina wollastoni är en insektsart som beskrevs av Young 1986. Heteroguina wollastoni ingår i släktet Heteroguina och familjen dvärgstritar. Inga underarter finns listade i Catalogue of Life.